# Avaiki Chasmata
Gli Avaiki Chasmata sono una struttura geologica della superficie di Rea.